# Honor Bridget Fell

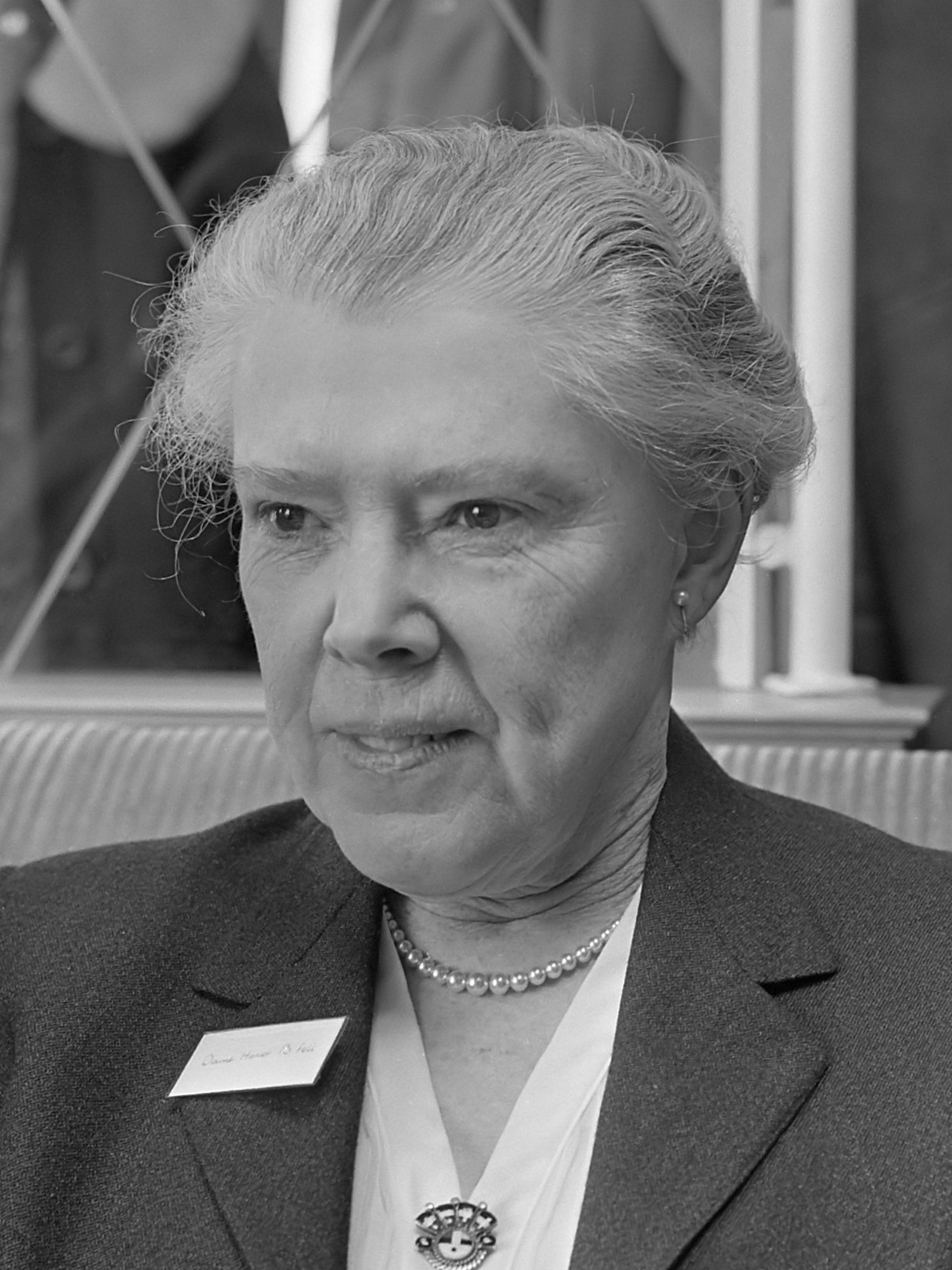
Honor Fell, 1966

Dame Honor Bridget Fell (* 22. Mai 1900 in Fowthorpe, Yorkshire; † 22. April 1986) war eine britische Biologin, Zellbiologin und Immunologin.
Sie gilt als Begründerin der Organkulturen, die aus den Embryos von Tieren gewonnen wurden. Dies ermöglichte Laborexperimente und Tests von Medikamenten an lebenden, differenzierten Körperzellen.
Fell besuchte das Madras College in St Andrews und studierte ab 1918 Zoologie an der Universität Edinburgh mit dem Abschluss 1922. Der Direktor des Instituts für Tierzucht in Edinburgh schickte sie in das Labor von Thomas Strangeways in Cambridge, damit sie die Arbeit mit Zellkulturen lernte. 1923 erhielt sie dort eine Anstellung, wurde 1924 promoviert (Ph.D.) und sie erhielt außerdem 1932 einen D.Sc. der Universität Cambridge. 1927 wurde sie Direktorin des Strangeways Laboratory. Auch nach ihrer Pensionierung forschte sie dort bis kurz vor ihrem Tod weiter. 1955 wurde sie Fellow des Girton College in Cambridge und 1963 erhielt sie eine Royal Society Forschungsprofessur.
Am Strangeways Labor untersuchte sie vor allem die Rolle des Immunsystems bei rheumatischer Arthritis. Ihr Labor spielte auch eine Pionierrolle in der Untersuchung der Wirkung von Röntgenstrahlen auf lebende Zellen. 1938 finanzierte die Rockefeller Foundation einen Anbau.
1963 wurde sie Dame Commander of the British Empire (DBE). 1965 erhielt sie den Prix Charles-Léopold Mayer und sie war Ehrendoktorin in Oxford, Cambridge, Edinburgh und Leiden.
Sie war Fellow der Royal Society (1953) und der American Academy of Arts and Sciences (1957) sowie seit 1964 auswärtiges Mitglied der Königlich Niederländischen Akademie der Wissenschaften.